# Campeonato Mundial de Natação em Piscina Curta de 2018 - 50 m peito feminino
A prova dos 50 metros nado peito feminino do Campeonato Mundial de Natação em Piscina Curta de 2018 foi disputado entre os dias 11 e 12 de dezembro de 2018, no Hangzhou Sports Park Stadium, em Hangzhou, na China.

## Recordes
Antes desta competição, os recordes mundiais e do campeonato nesta prova eram os seguintes:
|                       | Nome           | Nacionalidade | Tempo | Local     | Data                  |
| --------------------- | -------------- | ------------- | ----- | --------- | --------------------- |
| Recorde mundial       | Alia Atkinson  | Jamaica       | 28,56 | Budapeste | 6 de outubro de 2018  |
| Recorde do campeonato | Rūta Meilutytė | Lituânia      | 28,81 | Doha      | 3 de dezembro de 2014 |

## Medalhistas
| Ouro                | Prata                | Bronze                |
| Alia Atkinson (JAM) | Rūta Meilutytė (LTU) | Martina Carraro (ITA) |

## Resultados

### Eliminatórias
As eliminatórias ocorreram dia 11 de dezembro com um total de 59 nadadoras.
| Colocação | Bateria | Raia | Nadadora                | Nacionalidade                   | Tempo   | Notas            |
| --------- | ------- | ---- | ----------------------- | ------------------------------- | ------- | ---------------- |
| 1         | 5       | 4    | Rūta Meilutytė          | Lituânia                        | 29.56   | Q                |
| 2         | 4       | 1    | Katie Meili             | Estados Unidos                  | 29.94   | Q                |
| 3         | 6       | 2    | Martina Carraro         | Itália                          | 30.00   | Q ,              |
| 3         | 6       | 4    | Alia Atkinson           | Jamaica                         | 30.00   | Q                |
| 5         | 5       | 5    | Ida Hulkko              | Finlândia                       | 30.13   | Q                |
| 6         | 6       | 5    | Jenna Laukkanen         | Finlândia                       | 30.19   | Q                |
| 7         | 4       | 2    | Miho Teramura           | Japão                           | 30.20   | Q ,              |
| 7         | 4       | 6    | Jessica Hansen          | Austrália                       | 30.20   | Q                |
| 9         | 5       | 3    | Arianna Castiglioni     | Itália                          | 30.21   | Q                |
| 10        | 6       | 6    | Fanny Lecluyse          | Bélgica                         | 30.34   | Q                |
| 11        | 5       | 7    | Suo Ran                 | China                           | 30.42   | Q                |
| 12        | 4       | 5    | Emily Seebohm           | Austrália                       | 30.46   | Q                |
| 13        | 5       | 2    | Petra Chocová           | Chéquia                         | 30.48   | Q                |
| 14        | 5       | 6    | Mariia Temnikova        | Rússia                          | 30.49   | Q                |
| 15        | 4       | 3    | Kim Busch               | Países Baixos                   | 30.58   | Q                |
| 16        | 6       | 7    | Feng Junyang            | China                           | 30.69   | Q                |
| 17        | 6       | 8    | Jessica Steiger         | Alemanha                        | 30.72   |                  |
| 18        | 5       | 1    | Anna Sztankovics        | Hungria                         | 30.76   |                  |
| 19        | 6       | 3    | Susann Bjørnsen         | Noruega                         | 30.83   |                  |
| 20        | 4       | 7    | Jessica Vall            | Espanha                         | 30.88   |                  |
| 21        | 3       | 6    | Adelaida Pchelintseva   | Cazaquistão                     | 30.96   | Recorde nacional |
| 22        | 5       | 0    | Cornelia Pammer         | Áustria                         | 31.00   |                  |
| 22        | 6       | 9    | Maria Romanjuk          | Estónia                         | 31.00   |                  |
| 24        | 4       | 9    | Lisa Mamie              | Suíça                           | 31.04   | Recorde nacional |
| 24        | 5       | 9    | Tatiana Chișca          | Moldávia                        | 31.04   |                  |
| 26        | 3       | 4    | Jenjira Srisaard        | Tailândia                       | 31.15   |                  |
| 27        | 5       | 8    | Julia Sebastián         | Argentina                       | 31.16   |                  |
| 28        | 3       | 3    | Mercedes Toledo         | Venezuela                       | 31.19   |                  |
| 29        | 6       | 1    | Vitalina Simonova       | Rússia                          | 31.20   |                  |
| 30        | 4       | 8    | Andrea Podmaníková      | Eslováquia                      | 31.34   |                  |
| 31        | 4       | 0    | Niamh Coyne             | Irlanda                         | 31.42   |                  |
| 32        | 6       | 0    | Lin Pei-wun             | Taipé Chinesa                   | 31.56   |                  |
| 33        | 3       | 5    | Tilka Paljk             | Zâmbia                          | 31.84   |                  |
| 34        | 3       | 7    | Victoria Russell        | Bahamas                         | 32.94   |                  |
| 35        | 3       | 8    | Tilali Scanlan          | Samoa Americana                 | 33.19   |                  |
| 36        | 1       | 5    | Jang Myong-gyong        | Coreia do Norte                 | 33.35   |                  |
| 37        | 2       | 8    | María José Ribera       | Bolívia                         | 33.55   |                  |
| 37        | 3       | 1    | Cheang Weng Lam         | Macau                           | 33.55   |                  |
| 39        | 3       | 2    | Anahi Schreuders        | Aruba                           | 33.90   |                  |
| 40        | 3       | 0    | Kirsten Fisher-Marsters | Ilhas Cook                      | 34.45   |                  |
| 41        | 1       | 6    | Vorleak Sok             | Camboja                         | 34.52   |                  |
| 42        | 2       | 1    | Darya Semyonova         | Turquemenistão                  | 35.33   |                  |
| 43        | 1       | 1    | Abiola Ogunbanwo        | Nigéria                         | 35.36   |                  |
| 44        | 3       | 9    | Rehema Kalate           | Papua-Nova Guiné                | 36.59   |                  |
| 45        | 2       | 4    | Taeyanna Adams          | Estados Federados da Micronésia | 37.00   |                  |
| 46        | 1       | 2    | Angelika Ouedraogo      | Burquina Fasso                  | 37.73   |                  |
| 47        | 1       | 8    | Ayushma Tuladhar        | Nepal                           | 37.91   |                  |
| 48        | 1       | 4    | Karina Klimyk           | Tajiquistão                     | 39.48   |                  |
| 49        | 2       | 5    | Siri Arun Budcharern    | Laos                            | 40.40   |                  |
| 50        | 2       | 3    | Lungelo Nxumalo         | Essuatíni                       | 41.02   |                  |
| 51        | 1       | 3    | Nafissath Radji         | Benim                           | 41.13   |                  |
| 52        | 2       | 2    | Wendy Charles           | Ilhas Salomão                   | 43.12   |                  |
| 53        | 1       | 0    | Roukaya Moussa Mahamane | Níger                           | 44.55   |                  |
| 54        | 2       | 6    | Mariama Touré           | Guiné                           | 44.67   |                  |
| 55        | 1       | 7    | Kanu Isha               | Serra Leoa                      | 47.89   |                  |
| 59        | 2       | 0    | Fatoumata Konate        | Mali                            | 99.99 ! | DNS              |
| 59        | 2       | 7    | Safia Houssein Barkat   | Djibuti                         | 99.99 ! | DNS              |
| 59        | 4       | 4    | Molly Hannis            | Estados Unidos                  | 99.99 ! | DNS              |
| 59        | 2       | 9    | Ida Cham                | Gâmbia                          | 99.99 ! | DSQ              |

### Semifinal
A semifinal ocorreu dia 11 de dezembro.
Semifinal 1
| Colocação | Raia | Nadadora         | Nacionalidade  | Tempo | Notas |
| --------- | ---- | ---------------- | -------------- | ----- | ----- |
| 1         | 5    | Alia Atkinson    | Jamaica        | 29.54 | Q     |
| 2         | 3    | Jenna Laukkanen  | Finlândia      | 29.83 | Q     |
| 3         | 4    | Katie Meili      | Estados Unidos | 30.09 | Q     |
| 4         | 2    | Fanny Lecluyse   | Bélgica        | 30.15 | Q     |
| 5         | 6    | Jessica Hansen   | Austrália      | 30.20 | QSO   |
| 6         | 8    | Feng Junyang     | China          | 30.44 |       |
| 7         | 7    | Emily Seebohm    | Austrália      | 30.45 |       |
| 8         | 1    | Mariia Temnikova | Rússia         | 30.51 |       |

Semifinal 2
| Colocação | Raia | Nadadora            | Nacionalidade | Tempo | Notas  |
| --------- | ---- | ------------------- | ------------- | ----- | ------ |
| 1         | 5    | Martina Carraro     | Itália        | 29.79 | Q,     |
| 2         | 4    | Rūta Meilutytė      | Lituânia      | 29.80 | Q      |
| 3         | 3    | Ida Hulkko          | Finlândia     | 30.18 | Q      |
| 4         | 6    | Miho Teramura       | Japão         | 30.20 | QSO, = |
| 5         | 7    | Suo Ran             | China         | 30.29 |        |
| 6         | 2    | Arianna Castiglioni | Itália        | 30.36 |        |
| 7         | 1    | Petra Chocová       | Chéquia       | 30.42 |        |
| 8         | 8    | Kim Busch           | Países Baixos | 30.79 |        |

Desempate
O desempate para a final ocorreu dia 11 de dezembro.
| Posição | Raia | Nadadora       | Nacionalidade | Tempo | Notas            |
| ------- | ---- | -------------- | ------------- | ----- | ---------------- |
| 1       | 4    | Jessica Hansen | Austrália     | 29.96 | Q                |
| 2       | 5    | Miho Teramura  | Japão         | 30.14 | Recorde nacional |

### Final
A final foi realizada em 12 de dezembro.
| Colocação         | Raia | Nadadora        | Nacionalidade  | Tempo | Notas            |
| ----------------- | ---- | --------------- | -------------- | ----- | ---------------- |
| Medalha de ouro   | 4    | Alia Atkinson   | Jamaica        | 29.05 |                  |
| Medalha de prata  | 3    | Rūta Meilutytė  | Lituânia       | 29.38 |                  |
| Medalha de bronze | 5    | Martina Carraro | Itália         | 29.59 | Recorde nacional |
| 4                 | 6    | Jenna Laukkanen | Finlândia      | 29.68 |                  |
| 5                 | 2    | Katie Meili     | Estados Unidos | 29.89 |                  |
| 6                 | 8    | Jessica Hansen  | Austrália      | 30.20 |                  |
| 7                 | 7    | Fanny Lecluyse  | Bélgica        | 30.41 |                  |
| 8                 | 1    | Ida Hulkko      | Finlândia      | 30.45 |                  |

Legenda
| Recorde mundial       | Recorde mundial (World record)               |                       | Recorde africano                      | Recorde africano (African) |                                           | Q | Classificado por posição (Qualified) |
| Recorde do campeonato | Recorde do campeonato (Championship record)  | Recorde da América    | Recorde da América (Americas)         | q                          | Classificado por melhor tempo (Qualified) |   |                                      |
| Melhor marca do ano   | Melhor marca do ano (World leading)          | Recorde asiático      | Recorde asiático (Asian)              | DNS                        | Não largou (Did not start)                |   |                                      |
| Recorde nacional      | Recorde nacional (National record)           | Recorde europeu       | Recorde europeu (European)            | DNF                        | Não terminou (Did not finish)             |   |                                      |
| Recorde pessoal       | Recorde pessoal do atleta (Personal best)    | Recorde da Oceania    | Recorde da Oceania (Oceania)          | DSQ / DQ                   | Desclassificado (Disqualified)            |   |                                      |
| Recorde da temporada  | Recorde da temporada do atleta (Season best) | Recorde sul-americano | Recorde sul-americano (South America) | NM                         | Sem marca (No mark)                       |   |                                      |